# Schemmerhausen
Schemmerhausen ist ein Ort von 106 Ortschaften der Gemeinde Reichshof im Oberbergischen Kreis im nordrhein-westfälischen Regierungsbezirk Köln in Deutschland.

## Lage und Beschreibung
Der Ort liegt östlich der Wiehltalsperre, die nächstgelegenen Zentren sind Gummersbach (15 km nordwestlich), Köln (64 km westlich) und Siegen (39 km südöstlich).

## Geschichte

### Erstnennung
1492 wurde der Ort das erste Mal urkundlich erwähnt: „Hannes van Schelmerhuisen fungiert als Zeuge bei der Feststellung der bergischen Rechte im Eigen von Eckenhagen.“ 
Die Schreibweise der Erstnennung war Schelmerhuisen.
| Bevölkerungsentwicklung | Bevölkerungsentwicklung |
| Jahr                    | Einwohner               |
| ----------------------- | ----------------------- |
| 1946                    | 110                     |
| 1991                    | 80                      |
| 2005                    | 97                      |
| 2006                    | 95                      |
| 2008                    | 101                     |
| 2017                    | 88                      |
| 2018                    | 86                      |
| 2019                    | 78                      |

## Persönlichkeiten
In Schemmerhausen wurde der bekannte Orgelbauer Johann Wilhelm Schöler (um 1723–1793) geboren.